# Уилям Филипс
Уилям Филипс е американски физик, носител на Нобелова награда за физика за 1997 г. „за своя принос към развитието на методите за изстудяване и улавяне на атоми с помощта на лазери“.

## Биография
Роден е на 5 ноември 1948 г. в Уилксбер, Пенсилвания. Получава бакалавърска степен през 1970 г. в Джуниата колидж, след което защитава в MIT докторска дисертация на тема: „Магнитния момент на протонa във водната молекула“. По-късно работи върху кондензация на Бозе-Айнщайн. През 1997 г. си поделя Нобеловата награда с Клод Коен-Тануджи и Стивън Чу, за откритието им за улавяне и охлаждане на атоми с лазер. Той е носител и на наградата за лазерни науки „Артър Шолоу“ за 1998 г.
Понастоящем е професор в Университета на Мериленд – Колидж Парк и директор на физическата лаборатория в Националния институт за стандарти и технологии.

Член е на методистката църква във Феърхевън и е сред основателите на Международното общество за наука и религия. По време на семинар за Кохерентни атоми в оптични решетки заявява:
| „ | Рубидиевите атоми са Божият подарък за Бозе-Айнщайновите кондензати | “ |